# وولفورد

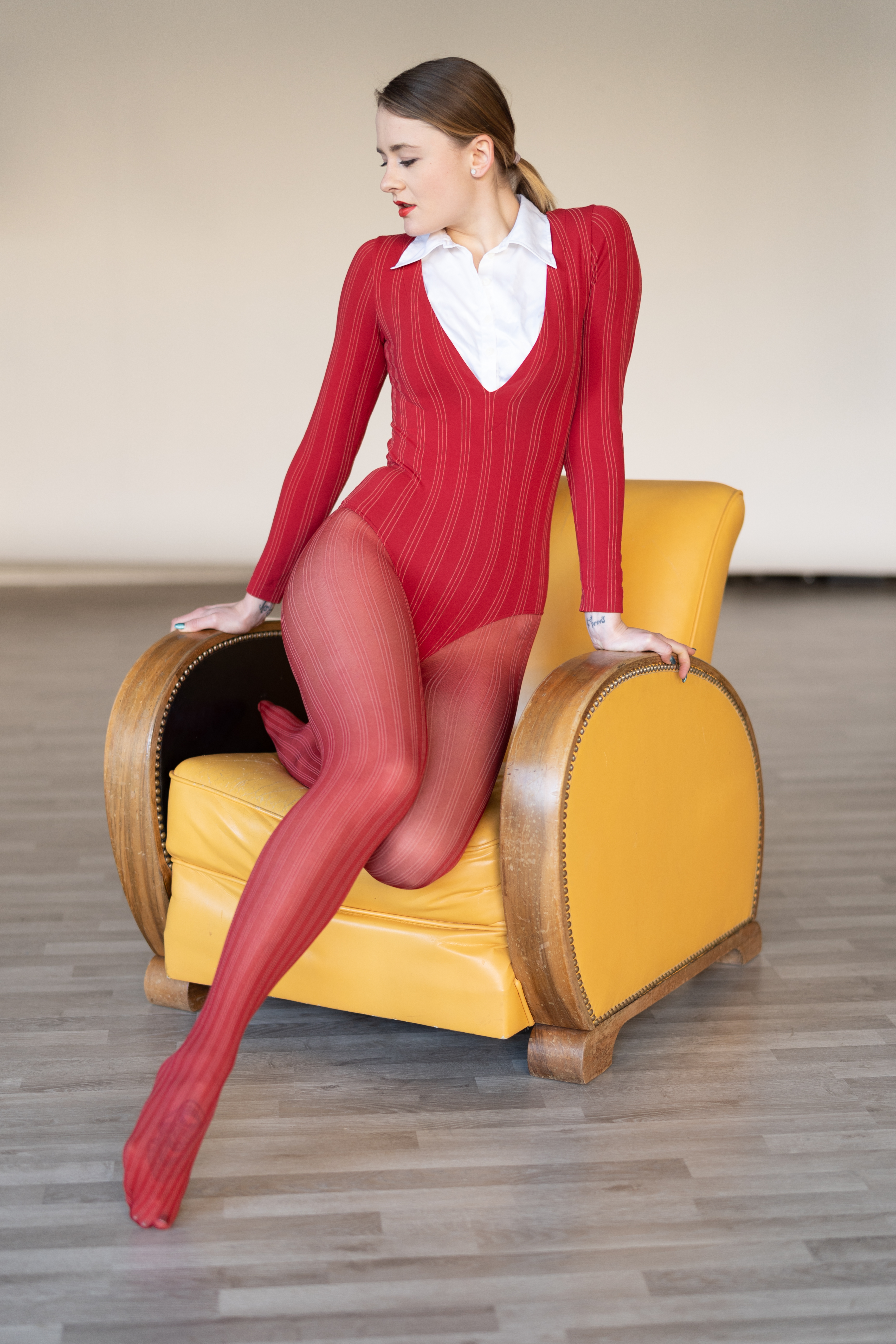
مُدلی با جوراب شلواری و لباسی شبیه مایو از مجموعهٔ پاییز/زمستان ۲۰۱۴ میلادی وولفورد.

وولفورد (به آلمانی: Wolford) نام یک تولیدکنندهٔ لاکچری و با کیفیت لباس‌های زنانه در برگنتس، اتریش است. این شرکت تمرکز خود را روی جوراب شلواری، لباس بدن‌نما (en) و لباس زیر زنان متمرکز کرده‌است.